# Dactylosternum subquadratum
Dactylosternum subquadratum är en skalbaggsart som först beskrevs av Leon Fairmaire 1849.  Dactylosternum subquadratum ingår i släktet Dactylosternum och familjen palpbaggar. Inga underarter finns listade i Catalogue of Life.